# Erebia nigerrima
Erebia nigerrima är en fjärilsart som beskrevs av Le Charles 1927. Erebia nigerrima ingår i släktet Erebia och familjen praktfjärilar. Inga underarter finns listade i Catalogue of Life.